# Aeropuerto Internacional Hato
El Aeropuerto Internacional Hato (IATA: CUR, OACI: TNCC) se ubica en la isla de Curazao a pocos minutos de la capital Willemstad. Posee una cantidad considerable de vuelos principalmente a los Estados Unidos, Colombia y los Países Bajos.
Presta servicios a la región del Caribe, hacia muchas ciudades de América del Sur, América del Norte y Europa. El Aeropuerto Internacional Hato tiene una de las más largas pistas de aterrizaje en la región del Caribe. El aeropuerto fue la sede operacional de Air ALM, Dutch Caribbean Airlines, Dutch Antilles Express y Insel Air. Air ALM dejó de operar en el 2004 y Insel Air en el 2019. 
Por año el aeropuerto moviliza una cifra de 2,2 millones de pasajeros.
Una nueva terminal fue inaugurada oficialmente en 2006 y en ese mismo año tuvo una movilización de 1,6 millones de pasajeros. Actualmente se está renovando esta terminal y se espera que esté lista para finales del 2019.

## Aerolíneas y destinos

### Pasajeros
| Aerolíneas              | Destinos                                      | Alianza       |
| ----------------------- | --------------------------------------------- | ------------- |
| Air Canada Rouge        | Toronto–Pearson Estacional: Montréal–Trudeau  | Star Alliance |
| Air Century             | Santo Domingo–La Isabela                      | N/A           |
| American Airlines       | Charlotte, Miami                              | Oneworld      |
| Arajet                  | Aruba, Santo Domingo–Las Américas             | N/A           |
| Avianca                 | Bogotá                                        | Star Alliance |
| Avianca Ecuador         | Bogotá, Guayaquil                             | Star Alliance |
| Avior Airlines          | Caracas                                       | N/A           |
| Azul Linhas Aéreas      | Belo Horizonte–Confins, Fort Lauderdale       | N/A           |
| Caribbean Airlines      | Puerto España                                 | N/A           |
| Copa Airlines           | Ciudad de Panamá–Tocumen                      | Star Alliance |
| Corendon Dutch Airlines | Ámsterdam, Bonaire                            | N/A           |
| Delta Air Lines         | Atlanta                                       | SkyTeam       |
| Divi Divi Air           | Aruba, Bonaire                                | N/A           |
| Fly All Ways            | Paramaribo                                    | N/A           |
| JetBlue Airways         | Nueva York–JFK                                | N/A           |
| KLM                     | Ámsterdam                                     | SkyTeam       |
| LATAM Perú              | Lima (Inicia 2 de diciembre del 2025)         | N/A           |
| Laser Airlines          | Caracas                                       | N/A           |
| RED Air                 | Santo Domingo–Las Americas                    | N/A           |
| Sky High                | Aruba, Santo Domingo–Las Americas             | N/A           |
| Sunrise Airways         | Puerto Príncipe, Santo Domingo–Las Américas   | N/A           |
| Surinam Airways         | Aruba, Miami, Paramaribo                      | N/A           |
| TUI fly Belgium         | Bruselas (finaliza el 1 de noviembre de 2025) | N/A           |
| TUI fly Netherlands     | Aruba, Amsterdam, Bonaire, Punta Cana         | N/A           |
| United Airlines         | Estacional: Newark                            | Star Alliance |
| WestJet                 | Estacional: Toronto–Pearson                   | N/A           |
| Winair                  | Aruba, Bonaire, San Martin                    | N/A           |
| Wingo                   | Estacional: Bogotá, Medellín–JMC              | N/A           |
| Z Air                   | Aruba, Barranquilla, Bonaire                  | N/A           |

### Carga
| Aerolíneas             | Destinos                                                |
| ---------------------- | ------------------------------------------------------- |
| AerCaribe              | Bogotá                                                  |
| Aerosucre              | Bogotá                                                  |
| Amerijet International | Miami                                                   |
| DHL Aviation           | Aruba, Caracas, Ciudad de Panamá–Tocumen, Puerto España |
| FedEx Express          | Aguadilla, Aruba, Bonaire                               |
| Uniworld Air Cargo     | Caracas, Ciudad de Panamá–Tocumen, Quito                |

### Destinos internacionales

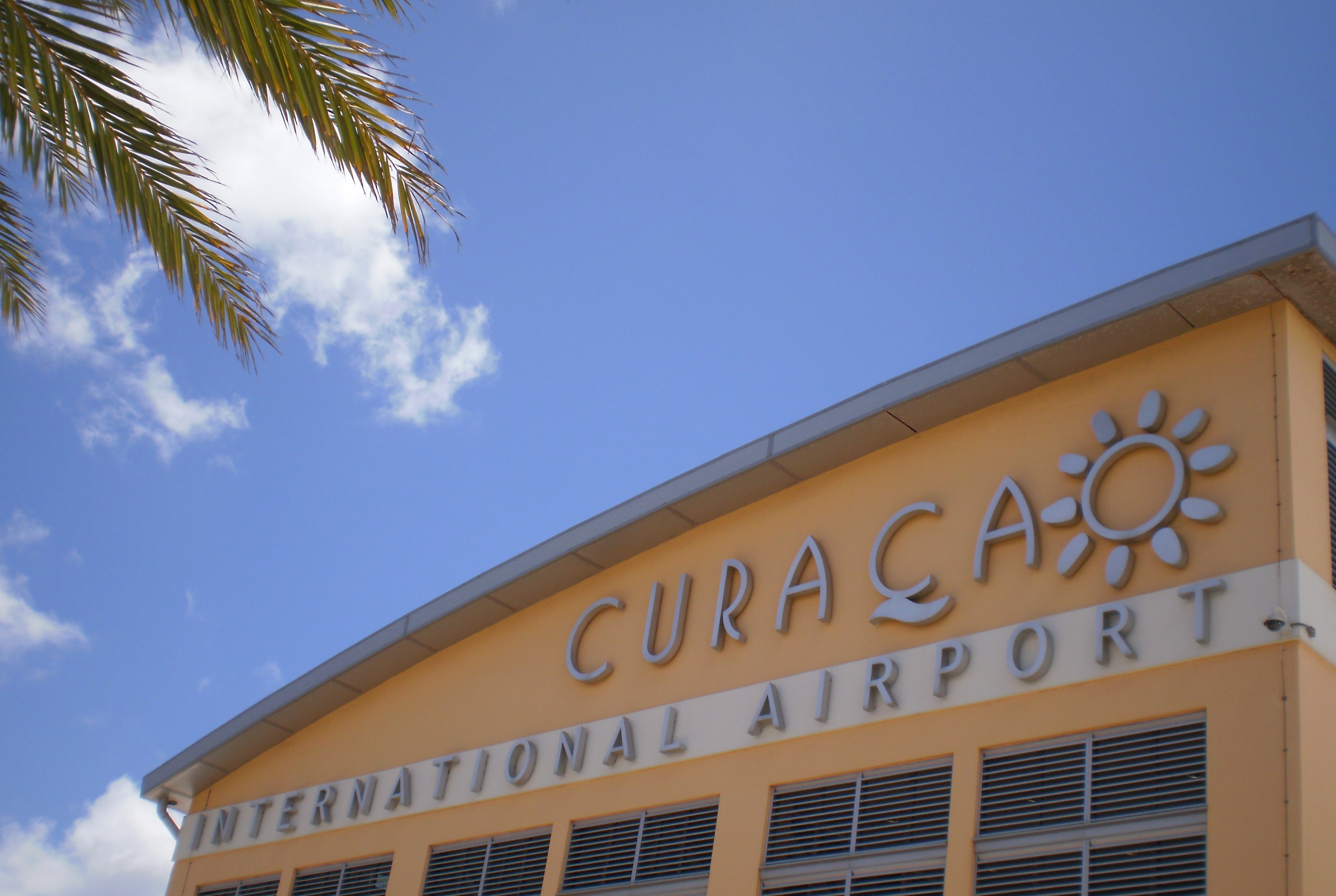
Aeropuerto Internacional de Hato.

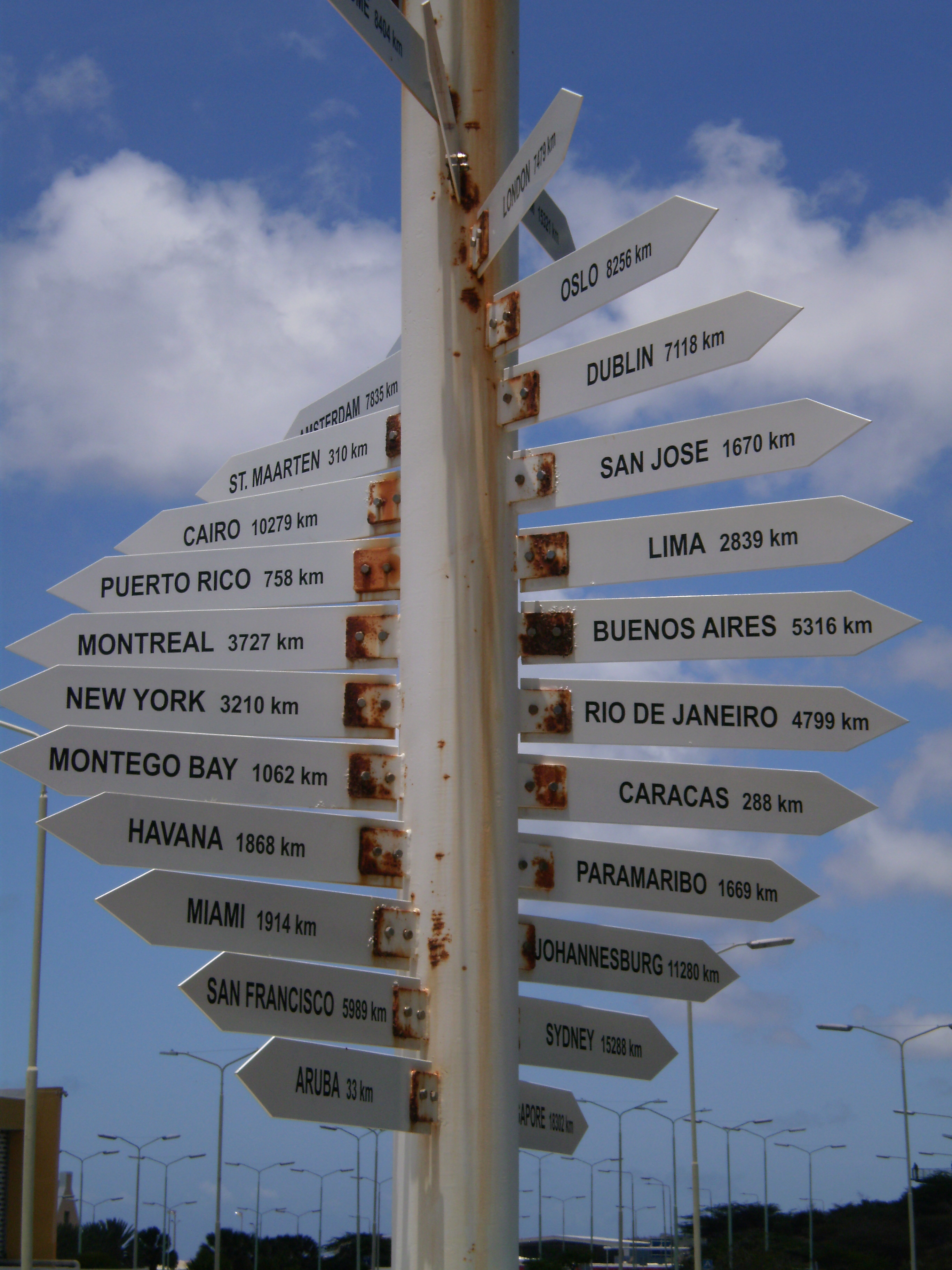
Algunas distancias desde el Aeropuerto de Hato.

| Ciudades por países                                      | Nombre del aeropuerto                                 | Aerolíneas |              |              |              |
| Norteamérica                                             | Norteamérica                                          | Norteamérica | Norteamérica | Norteamérica | Norteamérica |
| -------------------------------------------------------- | ----------------------------------------------------- | --- | ------------ | ------------ | ------------ |
| Canadá (2 destinos [estacional], 2 aerolíneas)           |                                                       | |              |              |              |
| Montreal                                                 | Aeropuerto Internacional Pierre Elliott Trudeau       | Air Canada Rouge (Estacional)                                                                                     |              |              |              |
| Toronto                                                  | Aeropuerto Internacional Toronto Pearson              | Air Canada Rouge / WestJet (Estacional)                                                                           |              |              |              |
| Estados Unidos (6 destinos [1 estacional], 6 aerolíneas) |                                                       | |              |              |              |
| Atlanta                                                  | Aeropuerto Internacional Hartsfield-Jackson           | Delta Air Lines                                                                                                   |              |              |              |
| Charlotte                                                | Aeropuerto Internacional de Charlotte-Douglas         | American Airlines                                                                                                 |              |              |              |
| Fort Lauderdale                                          | Aeropuerto Internacional de Fort Lauderdale Hollywood | Azul Linhas Aéreas                                                                                                |              |              |              |
| Miami                                                    | Aeropuerto Internacional de Miami                     | American Airlines / Surinam Airways                                                                               |              |              |              |
| Nueva York                                               | Aeropuerto Internacional John F. Kennedy              | JetBlue Airways                                                                                                   |              |              |              |
| Newark                                                   | Aeropuerto Internacional Libertad de Newark           | United Airlines (Estacional)                                                                                      |              |              |              |
| Centroamérica y El Caribe                                |                                                       | |              |              |              |
| Aruba (1 destino, 7 aerolíneas)                          |                                                       | |              |              |              |
| Oranjestad                                               | Aeropuerto Internacional Reina Beatriz                | Arajet / Divi Divi Air / Z Air / Sky High Aviation Services / Surinam Airways / TUI Airlines Netherlands / Winair |              |              |              |
| Bonaire (1 destino, 5 aerolíneas)                        |                                                       | |              |              |              |
| Kralendijk                                               | Aeropuerto Internacional Flamingo                     | Corendon Dutch Airlines / Divi Divi Air / Z Air / TUI Airlines Netherlands / Winair                               |              |              |              |
| Panamá (1 destino, 1 aerolínea)                          |                                                       | |              |              |              |
| Ciudad de Panamá                                         | Aeropuerto Internacional Tocumen                      | Copa Airlines |              |              |              |
| República Dominicana (2 destinos, 7 aerolíneas)          |                                                       | |              |              |              |
| Punta Cana                                               | Aeropuerto Internacional de Punta Cana                | TUI Airlines Netherlands                                                                                          |              |              |              |
| Santo Domingo                                            | Aeropuerto Internacional de Las Américas              | Arajet / RED Air / Sky High Aviation Services / Sunrise Airways                                                   |              |              |              |
| Santo Domingo                                            | Aeropuerto Internacional La Isabela                   | Air Century |              |              |              |
| Haití (1 destino, 2 aerolíneas)                          |                                                       | |              |              |              |
| Puerto Príncipe                                          | Aeropuerto Internacional Toussaint Louverture         | Sunrise Airways / Winair                                                                                          |              |              |              |
| San Martín (1 destino, 1 aerolínea)                      |                                                       | |              |              |              |
| Philipsburg                                              | Aeropuerto Internacional Princesa Juliana             | Winair |              |              |              |
| Trinidad y Tobago (1 destino, 2 aerolíneas)              |                                                       | |              |              |              |
| Puerto España                                            | Aeropuerto Internacional de Piarco                    | Caribbean Airlines / Surinam Airways                                                                              |              |              |              |
| Suramérica                                               |                                                       | |              |              |              |
| Brasil (1 destino, 1 aerolínea)                          |                                                       | |              |              |              |
| Belo Horizonte                                           | Aeropuerto Internacional Tancredo Neves               | Azul Linhas Aéreas                                                                                                |              |              |              |
| Colombia (3 destinos [1 estacional], 3 aerolíneas)       |                                                       | |              |              |              |
| Barranquilla                                             | Aeropuerto Internacional Ernesto Cortissoz            | Z Air |              |              |              |
| Bogotá                                                   | Aeropuerto Internacional El Dorado                    | Avianca / Avianca Ecuador / Wingo (Estacional)                                                                    |              |              |              |
| Medellín                                                 | Aeropuerto Internacional José María Córdova           | Wingo (Estacional)                                                                                                |              |              |              |
| Perú (1 destino, 1 aerolíneas)                           |                                                       | |              |              |              |
| Lima                                                     | Aeropuerto Internacional Jorge Chávez                 | LATAM Perú (Inicia 2 de diciembre del 2025)                                                                       |              |              |              |
| Surinam (1 destino, 2 aerolíneas)                        |                                                       | |              |              |              |
| Paramaribo                                               | Aeropuerto Internacional Johan Adolf Pengel           | Fly All Ways / Surinam Airways                                                                                    |              |              |              |
| Venezuela (1 destinos, 2 aerolíneas)                     |                                                       | |              |              |              |
| Caracas                                                  | Aeropuerto Internacional de Maiquetía Simón Bolívar   | Avior Airlines / Laser Airlines                                                                                   |              |              |              |
| Europa                                                   |                                                       | |              |              |              |
| Bélgica (1 destino, 1 aerolínea)                         |                                                       | |              |              |              |
| Bruselas                                                 | Aeropuerto de Bruselas                                | TUI fly Belgium (finaliza el 1 de noviembre de 2025)                                                              |              |              |              |
| Países Bajos (1 destino, 3 aerolíneas)                   |                                                       | |              |              |              |
| Ámsterdam                                                | Aeropuerto de Ámsterdam-Schiphol                      | Corendon Dutch Airlines / KLM / TUI fly Netherlands                                                               |              |              |              |
| Total: 29 destinos, 17 países, 31 aerolíneas             |                                                       | |              |              |              |

### Vuelos chárter y estacionales
| Destino          | Aeropuerto                                  | Notación   |
| ---------------- | ------------------------------------------- | ---------- |
| Avianca          |                                             |            |
| Quito            | Aeropuerto Internacional Mariscal Sucre     | Chárter    |
| Condor Airlines  |                                             |            |
| Frankfurt        | Aeropuerto de Frankfurt                     | Estacional |
| Delta Air Lines  |                                             |            |
| Atlanta          | Aeropuerto Internacional Hartsfield-Jackson | Estacional |
| Divi Divi Air    |                                             |            |
| Philipsburg      | Aeropuerto Internacional Princesa Juliana   | Chárter    |
| Enerjet          |                                             |            |
| Toronto          | Aeropuerto Internacional Toronto Pearson    | Chárter    |
| Sunwing Airlines |                                             |            |
| Toronto          | Aeropuerto Internacional Toronto Pearson    | Estacional |
| TAP Portugal     |                                             |            |
| Madeira          | Aeropuerto Internacional de Madeira         | Chárter    |
| Westjet          |                                             |            |
| Toronto          | Aeropuerto Internacional Toronto Pearson    | Estacional |

#### Aerolíneas que cesaron operación
- Aeropostal
  - Caracas - Aeropuerto Internacional de Maiquetía Simón Bolívar

- Gol Linhas Aéreas
  - São Paulo - Aeropuerto Internacional de São Paulo-Guarulhos

- KLM
  - Bogotá - Aeropuerto Internacional El Dorado

- LATAM Airlines
  - Santiago - Aeropuerto Internacional Arturo Merino Benítez

- LATAM Colombia
  - Barranquilla - Aeropuerto Internacional Ernesto Cortissoz
  - Bogotá - Aeropuerto Internacional El Dorado

- Rutaca Airlines
  - Caracas - Aeropuerto Internacional de Maiquetía Simón Bolívar

- TAP Air Portugal
  - Caracas - Aeropuerto Internacional de Maiquetía Simón Bolívar
  - Lisboa - Aeropuerto de Lisboa Humberto Delgado

## Aerolíneas de carga
- Amerijet Internacional
- Cargolux
- DHL Aviación
- FedEx
- Líneas Aéreas Suramericanas
- Lufthansa Cargo
- Martinair Cargo
- Venserca Internacional